# Theobald IV. z Blois
Theobald IV. z Blois zvaný Veliký (francouzsky Thibaut de Blois nebo Thibaut le Grand, 1090/1095 ?– 10. ledna 1152, Lagny-sur-Marne) byl hrabě z Blois, Chartres, Meaux, Châteaudun, Sancerre, Champagne a Troyes, bratr anglického krále Štěpána.

## Vnuk Viléma Dobyvatele

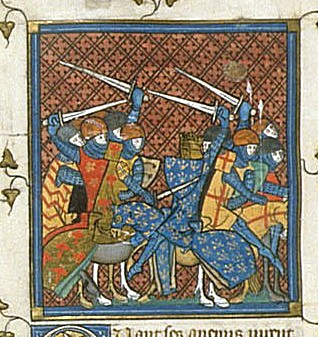
Ludvík VI. poráží Theobaldovy muže (středověká iluminace)

Theobald se narodil jako mladší syn hraběte Štěpána II. z Blois a Adély, dcery Viléma Dobyvatele. Hrabě Štěpán byl jedním z vůdců první křížové výpravy až do svého selhání při obléhání Antiochie roku 1098.

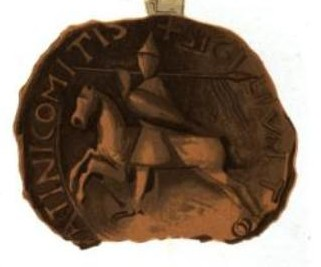
Theobaldova pečeť

 Po návratu do vlasti, kde sklidil kupu výčitek, se přidal k nové kruciátě, která se mu stala osudnou. Adéla se po manželově smrti věnovala správě panství a výchově svých dětí. Prvorozeného Viléma kvůli postižení nechala zbavit dědických práv a dědicem kontinentálních panství se stal Theobald, od roku 1103 vychovávaný bezdětným strýcem Hugem, jehož se měl stát dědicem.
Roku 1107 byl mladý hrabě pasován na rytíře a o rok později se začal bouřit proti Kapetovcům v tzv. Vzpouře mladých baronů. Stal se spojencem anglického krále Jindřicha Beauclerca. Roku 1112 se podílel na porážce Ludvíka VI. u Toury. Po tragickém utopení prince Viléma roku 1120 se stal mužem, jenž měl nejblíže k anglickému trůnu.
Roku 1124 Ludvík VI. shromáždil pod korouhví ze Saint-Denis veliké vojsko na obranu Francie před invazí Jindřicha Beauclerca a jeho spojence a zetě německého císaře Jindřicha V.
| „       | …takové množství jezdců a opěšalých, že to vypadalo, jako by kobylky před očima pokryly povrch země… | “ |
| — Suger | |   |

Oddíly dorazily téměř od všech vazalů severní Francie a mezi obránci království byl i přes vlastní probíhající spor s králem také Theobald s jezdci a jeho strýc Hugo ze Champagne. Armáda se sešla u Remeše a z plánované invaze sešlo.

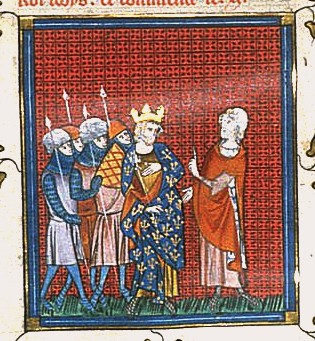
Ludvík Tlustý
hovoří s Theobaldem
(středověká iluminace)

O rok později hrabě Hugo, čerstvý příslušník templářského řádu převedl na Theobalda, jako svého synovce hrabství Champagne a odešel do Svaté země. Theobald se tak díky držení dvou hrabství stal nejmocnějším z kapetovských leníků. V říjnu 1127 věnoval templářům majetek v Barbonne. V lednu 1129 se zúčastnil koncilu v Troyes, kde byl templářský řád oficiálně uznán. V letech 1132–1133 stále bojoval s Ludvíkem VI., před královou smrtí se však oba protivníci smířili.
Roku 1135 během války se svým zetěm Geoffreyem z Anjou zemřel Jindřich Beauclerc a na anglický trůn mohl vznést nárok jako nejstarší synovec i Theobald. Nenadálé situace však využil jeho bratr Štěpán a jeho kandidaturu podpořil i francouzský král.

## Spor s Ludvíkem VII.
Vztah s mladým francouzským králem Ludvíkem VII. se zhoršil kvůli obsazení arcibiskupského místa v Bourges. Poté králův senešal Rudolf z Vermandois zapudil svou ženu Eleonoru, Theobaldovu sestru, a došlo k dalšímu sporu s králem, protože nová Rudolfova žena Petronila byla jeho švagrovou.
| „                  | Zvěst o křivé přísaze se rozšířila po celém kraji a přičiněním Thibauda ze Champagne se dostala až k papežskému dvoru. Raoulem zapuzená manželka byla jeho neteří a on tu pohanu nemohl snést… | “ |
| — Heřman z Tournai | |   |

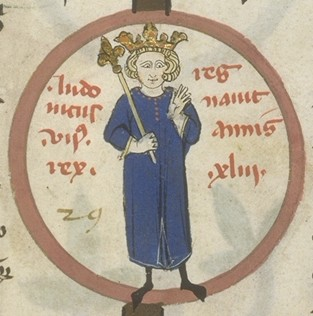
Ludvík VII.
(dobová iluminace)

Hrabě hájil rodinný majetek i čest a u papežského dvora žádal spravedlnost. Spor trval šest let a zapletl se do něj i Bernard z Clairvaux, který bránil svého dobrodince hraběte Theobalda. Papežský legát na koncilu v Lagny prohlásil první manželství Rudolfa z Vermandois za stále platné a nad novomanžely vyhlásil interdikt. Tři křivopřísežní biskupové byli suspendováni. Ludvík VII. pod záminkou prosazení nároku Huga, neuznaného syna Huga ze Champagne, vojensky udeřil na Champagne a při dobývání Vitry-sur-Marne uhořelo v místním kostele přes tisíc lidí, kteří tam hledali úkryt. Krále otřeseného svatokrádeží poté k rozumu přivedl opat Suger a Bernard z Clairvaux. Roku 1143 uzavřeli ve Vitry oba protivníci mír, ale hrabě se vzápětí spojil s flanderským hrabětem.
Roku 1148 v Remeši došlo ke konsistoři, které se zúčastnila i zapuzená choť s příbuzenstvem. Eleonora z Blois však pravila, že zpět muže, jehož duše jí byla uloupena, nechce. Po svědectví druhé strany bylo manželství rozvedeno a pak vyšlo najevo, že Rudolf z Vermandois vyjádření své bývalé ženy již předem „zaplatil“ vrácením jejího věna Theobaldovi z Blois, což pobouřilo všechny přítomné.

## Soukromý život
Hrabě se roku 1123 oženil s Matyldou, dcerou korutanského vévody Engelberta. Ze sňatku se narodilo početné legitimní potomstvo a ze vztahu s neznámou milenkou syn Hugo.
Theobald z Blois byl vzpurným vazalem, celý život bojoval s kapetovskými králi, podporoval cisterciácký řád, především kláštery Clairvaux, Pontigny a Trois-Fontaines. Společně s manželkou založil roku 1151 klášter Pommeraie.
| „                                           | Nejurozenější hrabě Theobald blahé paměti se doslechl o našem záměru a zaplatil velkou část stavebních nákladů a přislíbil další příspěvky. | “ |
| — cisterciácký mnich o stavbě Clairvaux II. | |   |

Byl velkým přítelem Bernarda z Clairvaux. Zemřel v lednu 1152 a byl pohřben pod porfyrovým náhrobkem v klášterním kostele Lagny-sur-Marne. Champagne zdědil syn Jindřich, Blois syn Theobald a Sancerre Štěpán.

### Prameny
- Suger: Vie de Louis VI le Gros
- Chronica Albrici Monachi Trium Fontium
- Orderic Vitalis: Historia Ecclesiastica